# Methodos
 (juin 2021).
Si vous disposez d'ouvrages ou d'articles de référence ou si vous connaissez des sites web de qualité traitant du thème abordé ici, merci de compléter l'article en donnant les références utiles à sa vérifiabilité et en les liant à la section « Notes et références ».
Methodos est une revue scientifique interdisciplinaire.
La revue est issue de la rencontre d’historiens des sciences, de philosophes et de philologues. Elle vise ainsi à relativiser l’opposition traditionnelle entre cultures littéraire et scientifique, entre les actes de comprendre et d’expliquer, pour s’attacher, sinon à la communauté des problèmes, du moins à leur mutuelle instruction. Elle privilégie la lecture littérale de textes littéraires (grecs et latins), philosophiques et scientifiques, et leur interprétation, l’histoire des modes de lecture et de compréhension de ces textes, les théories de l’interprétation, la réflexion épistémologique sur les procédures et les opérations de la recherche.
Méthodos est une revue disponible en accès libre sur le portail OpenEdition Journals. Elle applique les recommandations du Lexique des règles typographiques en usage à l'Imprimerie nationale.
La revue reçoit un soutien financier de l'InSHS-CNRS au titre de la campagne 2020-2022.
La revue a changé de support de diffusion et est désormais diffusée en ligne, en texte intégral et gratuitement, à partir du portail de revues électroniques "revues.org" (http://www.revues.org) soutenu par le CNRS.